# Тирлони, Рикарду
Рика́рду ди Тирло́ни (порт.-браз. Ricardo de Tirloni; 3 февраля 1983) — бразильский боец смешанного стиля, представитель лёгкой весовой категории. Выступает на профессиональном уровне начиная с 2005 года, известен по участию в турнирах бойцовской организации Bellator, участник четырёх гран-при Bellator лёгкого веса.

## Биография
Рикарду Тирлони родился 3 февраля 1983 года. Занимался бразильским джиу-джитсу под руководством мастера Атаке Дуплу, тренировался в одном зале с такими известными борцами как Тиагу Таварис и Назарину Малегарие, удостоившись в итоге чёрного пояса и третьего дана в этой дисциплине.

### Начало профессиональной карьеры
Дебютировал в смешанных единоборствах на профессиональном уровне в июне 2005 года, выиграв у своего первого соперника техническим нокаутом во втором раунде. В 2007 году провёл два успешных боя в США, нокаутировав двоих американских бойцов Джейсона Ховарда и Энтони Моррисона.
Первое по-настоящему серьёзное испытание выпало ему в июле 2008 года, когда в рамках канадской организации Maximum Fighting Championship он встретился с Бенсоном Хендерсоном, будущим чемпионом UFC. Тирлони на то время не состоял ни в какой бойцовской команде и не имел возможности качественно подготовиться к бою, тем не менее, он оказал сопернику серьёзное сопротивление: в первом раунде отправил Хендерсона в нокдаун, а во втором был близок к досрочной победе, поймав того в «треугольник». В третьем раунде в результате упорной борьбы он всё же выдохся и, попавшись в «гильотину», сдался — это было первое его поражение в профессиональной карьере.
Несмотря на поражение, Тирлони продолжил активно выступать в ММА, дрался преимущественно в местных бразильских промоушенах, выезжал на турниры в США и Пуэрто-Рико — во всех случаях неизменно выходил из поединков победителем.

### Bellator Fighting Championships
Имея в послужном списке тринадцать побед и только лишь одно поражение, в 2011 году Рикарду Тирлони привлёк к себе внимание крупной американской бойцовской организации Bellator Fighting Championships и подписал с ней долгосрочное соглашение. Дебютировал здесь в поединке со Стивом Гейблом, победив того удушающем приёмом сзади. Спустя три недели должен был встретиться с представителем Канады Крисом Ходорецки, но из-за полученных травм рёбер вынужден был отказаться от этого боя. В 2012 году принял участие в гран-при лёгкого веса шестого сезона Bellator, однако уже на стадии четвертьфиналов в первом же раунде был нокаутирован американским дзюдоистом Риком Хоуном.
В седьмом сезоне Тирлони вновь предпринял попытку выиграть гран-при, в четвертьфинале сдачей победил соотечественника Рени Назари, после чего в полуфинале раздельным решением уступил американцу Дейву Дженсену. В восьмом сезоне был остановлен Уиллом Бруксом, будущим чемпионом организации, который забрал все три раунда и победил по очкам единогласным судейским решением. Последний раз участвовал в гран-при Bellator в 2013 году в рамках девятого сезона — в четвертьфинале взял верх над американцем Ричем Клементи, тогда как в полуфинале встретился с россиянином Александром Сарнавским и проиграл ему «треугольником» уже в начале первого раунда. На этом поражении его сотрудничество с Bellator прекратилось.

### Другие организации
После увольнения из Bellator Тирлони довольно часто дрался в Аргентине в рамках промоушена Arena Tour, где выиграл три поединка и только в одном проиграл — когда встретился с Пэтом Хили, противостояние с которым продлилось все три раунда и закончилось поражением раздельным решением судей. В числе прочего, одержал победу единогласным решением над своим бывшим коллегой по Bellator Эй Джей Бруксом.

## Статистика в профессиональном ММА
| Боёв 27  | Побед 21 | Поражений 6 |
| -------- | -------- | ----------- |
| Нокаутом | 8        | 1           |
| Сдачей   | 8        | 2           |
| Решением | 5        | 3           |

| Результат | Рекорд | Соперник                  | Способ                       | Турнир                                       | Дата             | Раунд | Время | Место                        | Примечание                                             |
| --------- | ------ | ------------------------- | ---------------------------- | -------------------------------------------- | ---------------- | ----- | ----- | ---------------------------- | ------------------------------------------------------ |
| Победа    | 21–6   | Жадисон Коста             | TKO (удары руками)           | XFC i 12                                     | 28 ноября 2015   | 2     | 2:40  | Сан-Паулу, Бразилия          |                                                        |
| Победа    | 20–6   | Эй Джей Брукс             | Единогласное решение         | Arena Tour 6: Tirloni vs. Brooks             | 26 июня 2015     | 3     | 5:00  | Кордова, Аргентина           |                                                        |
| Победа    | 19–6   | Алехандро Солано Родригес | Единогласное решение         | Calvo Promotions 5                           | 23 апреля 2015   | 3     | 5:00  | Сан-Хосе, Коста-Рика         |                                                        |
| Поражение | 18–6   | Пэт Хили                  | Раздельное решение           | Arena Tour 4: Healy vs. Tirloni              | 20 декабря 2014  | 3     | 5:00  | Буэнос-Айрес, Аргентина      |                                                        |
| Победа    | 18–5   | Тодд Мур                  | TKO (удары коленями)         | Arena Tour 3: Moore vs. Tirloni              | 15 августа 2014  | 1     | N/A   | Буэнос-Айрес, Аргентина      |                                                        |
| Победа    | 17–5   | Эстебан Бонавери          | TKO (остановлен секундантом) | Arena Tour 2: Malegarie vs. Guerra           | 22 марта 2014    | 2     | N/A   | Буэнос-Айрес, Аргентина      |                                                        |
| Поражение | 16–5   | Александр Сарнавский      | Сдача (треугольник)          | Bellator 105                                 | 25 октября 2013  | 1     | 1:08  | Рио-Ранчо, США               | Полуфинал гран-при 9 сезона Bellator лёгкого веса.     |
| Победа    | 16–4   | Рич Клементи              | Единогласное решение         | Bellator 101                                 | 27 сентября 2013 | 3     | 5:00  | Портленд, США                | Четвертьфинал гран-при 9 сезона Bellator лёгкого веса. |
| Поражение | 15–4   | Уилл Брукс                | Единогласное решение         | Bellator 87                                  | 31 января 2013   | 3     | 5:00  | Маунт-Плезант, США           | Четвертьфинал гран-при 8 сезона Bellator лёгкого веса. |
| Поражение | 15–3   | Дейв Дженсен              | Раздельное решение           | Bellator 81                                  | 16 ноября 2012   | 3     | 5:00  | Род-Айленд, США              | Полуфинал гран-при 7 сезона Bellator лёгкого веса.     |
| Победа    | 15–2   | Рени Назари               | Сдача (удушение д’арсе)      | Bellator 77                                  | 19 октября 2012  | 2     | 1:14  | Рединг, США                  | Четвертьфинал гран-при 7 сезона Bellator лёгкого веса. |
| Поражение | 14–2   | Рик Хоун                  | KO (удары руками)            | Bellator 62                                  | 23 марта 2012    | 1     | 2:36  | Ларедо, США                  | Четвертьфинал гран-при 6 сезона Bellator лёгкого веса. |
| Победа    | 14–1   | Стив Гейбл                | Сдача (удушение сзади)       | Bellator 55                                  | 22 октября 2011  | 2     | 3:54  | Юма, США                     |                                                        |
| Победа    | 13–1   | Мауру Шаулет              | KO (ногой в голову)          | Centurion MMA 2                              | 9 июля 2011      | 1     | 1:57  | Итапема, Бразилия            |                                                        |
| Победа    | 12–1   | Таэдас Мендонка           | Единогласное решение         | Cage Brazil Championship                     | 14 мая 2011      | 3     | 5:00  | Кампу-Гранди, Бразилия       |                                                        |
| Победа    | 11–1   | Алешандри Педросу         | Сдача (удушение д’арсе)      | Colizeu Fight Championship                   | 20 ноября 2010   | 1     | 1:46  | Жуасаба, Бразилия            |                                                        |
| Победа    | 10–1   | Сидмар Неку               | Сдача (анаконда)             | Brazilian Fight League 7                     | 7 августа 2010   | 1     | 0:53  | Блуменау, Бразилия           |                                                        |
| Победа    | 9–1    | Брайан Кобб               | Сдача (удушение сзади)       | Top Combat Championship 1                    | 26 сентября 2009 | 1     | 1:59  | Сан-Хуан, Пуэрто-Рико        |                                                        |
| Победа    | 8–1    | Дэн Руссом                | Сдача (треугольник)          | AOF 3: Rumble at Robarts 3                   | 13 июня 2009     | 2     | 2:56  | Сарасота, США                |                                                        |
| Победа    | 7–1    | Нилсон Перейра            | Единогласное решение         | Floripa Fight 5                              | 7 марта 2009     | 3     | 5:00  | Флорианополис, Бразилия      |                                                        |
| Победа    | 6–1    | Эрнандес Гонсалес         | Сдача (треугольник)          | Spartan 1                                    | 10 января 2009   | 1     | 4:12  | Итапема, Бразилия            |                                                        |
| Победа    | 5–1    | Педру Динамити            | KO (удар рукой)              | Balneario Camboriu Fight                     | 1 декабря 2008   | 2     | 4:19  | Балнеариу-Камбориу, Бразилия |                                                        |
| Победа    | 4–1    | Мурилу Фараку             | Сдача (удушение сзади)       | Dukeoom of Asgar                             | 1 октября 2008   | 1     | 0:51  | Флорианополис, Бразилия      |                                                        |
| Поражение | 3–1    | Бенсон Хендерсон          | Сдача (гильотина)            | MFC 17: Hostile Takeover                     | 25 июля 2008     | 2     | 3:49  | Эноч, Канада                 |                                                        |
| Победа    | 3–0    | Энтони Моррисон           | KO (удар рукой)              | Combat Sport Challenge: Tirloni vs. Morrison | 29 сентября 2007 | 1     | 0:40  | Ричмонд, США                 |                                                        |
| Победа    | 2–0    | Джейсон Ховард            | KO (удары)                   | Ultimate Cage Fighting: Rage in the Cage     | 20 сентября 2007 | 1     | 0:59  | Мюррей, США                  |                                                        |
| Победа    | 1–0    | Алессандру Кордейру       | TKO (остановлен врачом)      | X-treme Combat                               | 5 июня 2005      | 2     | 4:15  | Бразилия                     |                                                        |